# Kerkakutas
Kerkakutas község Zala vármegyében, a Lenti járásban.

## Fekvése
A Hetés Vas vármegyével határos peremén található az a nagy kiterjedésű völgy, ahol a falu házai megbújnak. A Kerka és a falu határán keresztülfolyó Cupi-patak medre levágja a falut keletről határoló dombokat, összekötve ezt a területet a községtől délre kiszélesedő Lenti-síksággal. A Kerkafalvai Körjegyzőség legnagyobb lélekszámú települése.
A szomszédos települések: keletről Kozmadombja, délről Csesztreg, nyugatról Alsószenterzsébet, északról pedig Kerkafalva. A legközelebbi városok Lenti és Őriszentpéter.
Területén áthalad a 7416-os út is, de a központjába csak az abból északkelet felé kiágazó, az 1,7 kilométer hosszú 74 134-es út vezet. Emellett a község egy rossz minőségű, sebesség- és súlykorlátozás hatálya alá eső önkormányzati úton elérhető keleti szomszédja, Kozmadombja felől is; az út Kozmadombja területén a 74 153-as számozást viseli, és közvetlenül a 86-os főútból ágazik ki.

## Története
A település a középkorban a Bánffyak birtoka volt, azonban írásos emlék először csak a 14. században említi. 1322-ben a Kuthos, majd Hetkutus alakban írva, azaz Hétkutas néven említik a források, amelynek eredete, hogy hét falut fogott össze. 1779-ben került nevébe a környék folyóvizére, a Kerkára utaló előtag. A falu mindig fontos egyházi szerepet töltött be. 1778-ban épült temploma torony nélküli fatemplom volt, Szent István király tiszteletére szentelve. 1800-ban a hívők összefogásával és áldozatkészségéből új templom építésébe kezdtek, tornya azonban csak harminc év múlva készült el. 1934-ben átalakították a templom tornyát és 1945-ben lelkészlakást is emeltek.

## Közélete

### Polgármesterei
- 1990–1994: Pintér László (független)[3]
- 1994–1998: Pintér László (független)[4]
- 1998–2002: Pintér László (FKgP)[5]
- 2002–2006: Pintér László (Fidesz-MDF-MKDSZ)[6]
- 2006–2006: Pintér László (Fidesz-KDNP)[7]
- 2007–2010: Hetei Éva (független)[8]
- 2010–2014: Kámán László (független)[9]
- 2014–2019: Kámán László (független)[10]
- 2019–2024: Kámán László (független)[11]
- 2024– : Kámán László (független)[1]

A településen 2007. január 14-én időközi polgármester-választást kellett tartani, mert az előző polgármester nem sokkal a 2006 októberi megválasztása után le is mondott posztjáról.

## Népesség
A település népességének változása:
| Lakosok száma | 126  | 113  | 112  | 103  | 115  | 127  | 127  |
|               | 2013 | 2014 | 2015 | 2021 | 2022 | 2023 | 2024 |

A 2011-es népszámlálás idején a nemzetiségi megoszlás a következő volt: magyar 98,3%. A lakosok 85,2%-a római katolikusnak, 4,92% reformátusnak vallotta magát (9% nem nyilatkozott).
2022-ben a lakosság 73,9%-a vallotta magát magyarnak, 3,5% németnek, 0,9% szlovénnek, 4,3% egyéb, nem hazai nemzetiségűnek (20,9% nem nyilatkozott; a kettős identitások miatt a végösszeg nagyobb lehet 100%-nál). Vallásuk szerint 49,6% volt római katolikus, 1,7% református, 0,9% görög katolikus, 4,3% egyéb katolikus, 2,6% felekezeten kívüli (40% nem válaszolt).

## Nevezetességei
- Katolikus templom: A Szent Istvánnak szentelt közel kétszáz éves templom a település vallásos hagyományait őrzi.
- Építészet emlékei: A község történelmi emlékeit több, a régebbi korokat jellemző stílusban épült ház őrzi, amelyből mára jó néhányat felújítottak.
- Mészkerülő erdei fenyves: Természetvédelmi szempontból értékes a Szentpéteri-völgyben lévő 11 hektáros kerkakutasi mészkerülő erdeifenyves, amelynek 60%-a a göcseji fenyőövezet jellemző társulásaként több mint 120 éves erdeifenyőből és egyéb fafajokból áll. A fenyvest érinti az Országos Kéktúra útvonala.
- Millenniumi emlékmű: 2000-ben adták át.

## Idegenforgalmi szolgáltatások
A településen keresztül halad az Országos Kéktúra útvonala, melynek jelzéseit követve lombos- és fenyves erdőkkel borított lankákon át, két irányból is megközelíthető a Szentpéteri-völgyben lévő 11 hektáros mészkerülő erdeifenyves. A környéken kedvező időjárású hónapokban számos ehető gombafajt gyűjthetünk (vargánya, sárga rókagomba, fenyőalja stb.), de a hűvös, kanyargós erdei utak bármilyen időben kedvezőek egy-egy túrára. Magyarország legnagyobb szilfája 510 cm törzskörmérettel a közeli erdőben található. A település határán található vadasparkban gím, dámszarvasok és muflonok megtekinthetőek.
A faluban három vendégházban van lehetőség éjszakára megpihenni, de a körjegyzőség több településén is szeretettel várják a vendégeket.
A településen található az Őrségi Mézeskalács manufaktúra, ahol betekintést nyerhetünk a készítés folyamataiba is. Emellett az aktív kulturális élet sok programot biztosít az itt élőknek és az idelátogatóknak. A Falunap, Szent István napi ünnepség mellett új rendezványek is színesítik a település életét, mint pl. a Vargánya-fesztivál.